# Gulistan (Dhaka)

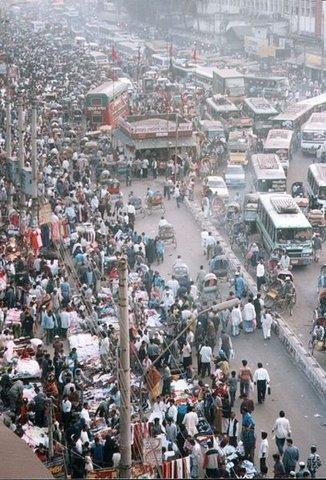
Menschenmenge in einer Kreuzung von Gulistan in Dhaka

Gulistan ist eine belebte Straße in Dhaka, Bangladesch. Der Name bedeutet auf Persisch „Blumengarten.“ Das führt zu der Vermutung, dass es hier im Mittelalter Blumengärten gegeben haben könnte. Mehrere wichtige Straßen sind mit Gulistan verbunden, was sie sehr überfüllt macht. Die Straße ist voller Straßenläden. Viele Menschen besuchen diesen Ort für ihre täglichen Bedürfnisse. Eines der ältesten Verkehrsmittel der Stadt Dhaka, der Tom Tom, ist auf dieser Straße zu sehen. Es gibt einen Schrein direkt in der Mitte der Straße, der „Schrein des Golap Shah“.

## Verkehrsknotenpunkt
In Gulistan gibt es einen großen Busbahnhof namens Gulistan Bus Station. Die meisten Busse hier sind öffentlich und die Anzahl der Busse ist sehr gering im Vergleich zur Anzahl der Passagiere. Menschen steigen oft auf das Dach des Busses, da es innen keinen Platz mehr gibt. Einige Leute hängen an den Türen. Der Banga-Bazar ist der Haupt-Einkaufsort hier. Es gibt hunderte von Geschäften innerhalb des Ortes. Hier gab es früher einen Kino namens Gulistan Cinema Hall, welches eines der ältesten architektonischen Monumente war.

## Infrastruktur
Im Oktober 2013 wurde der 11 km lange Gulistan-Jatrabari Flyover eröffnet, um Verkehrsstaus zu reduzieren und die Reisezeit von üblicherweise einer Stunde auf nur fünf Minuten zu verkürzen. Der Osmani-Uddyan-Park, die Dhaka-South-City-Corporation, die Dhaka GPO, das National Stadium, Bait ul-Mokarram und viele andere wichtige Infrastrukturen sind sehr nahe an dieser Straße gelegen.